# Piazza Armerina

Piazza Armerina dins d'Enna

Piazza Armerina (sicilià Chiazza, en gallo-italic de Sicilia Ciazza, en català medieval Plaça) és un municipi italià, situat a la regió de Sicília i a la província d'Enna. L'any 2006 tenia 20.696 habitants. Limita amb els municipis d'Aidone, Assoro, Barrafranca, Caltagirone (CT), Enna, Mazzarino (CL), Mirabella Imbaccari (CT), Pietraperzia, Raddusa (CT), San Cono (CT), San Michele di Ganzaria (CT) i Valguarnera Caropepe.
És una antiga ciutat amb un traçat medieval i un centre històric Barroc i Normand. Dins el seu territori municipal trobem, la Vil·la romana del Casale, Patrimoni de la Humanitat des de 1997.

## Administració
| Període | Identitat               | Partit         |
| ------- | ----------------------- | -------------- |
| 2007-   | Carmelo Fausto Nigrelli | Centreesquerra |

## Fills Il·lustres
- Prospero Intorcetta (1625 - 1696) jesuïta, missioner a la Xina.